# Vedholmen, Björneborg
Vedholmen (fi. Halkokari)  är en ö i Finland. Den ligger i Bottenhavet och i kommunen Björneborg i den ekonomiska regionen  Björneborgs ekonomiska region i landskapet Satakunta, i den sydvästra delen av landet. Ön ligger omkring 12 kilometer väster om Björneborg och omkring 230 kilometer nordväst om Helsingfors.
Öns area är 1,9 hektar och dess största längd är 270 meter i sydöst-nordvästlig riktning. I omgivningarna runt Halkokari växer i huvudsak blandskog.